# 刘作虎
刘作虎（1975年5月5日—）是一名中国企业家，智能手机制造商一加的创始人兼首席执行官。1998年大学毕业后，刘作虎入职OPPO。工作十余年后，他于2013年11月辞职，次月创立一加。

## 生涯

### OPPO
1998年从浙江大学应用电子技术专业毕业后，刘作虎入职OPPO，任硬件工程师。2008年，刘出任OPPO蓝光事业部总经理。他曾砸了一个蓝光播放器的主板，表达他对电路设计的失望。任职期间，刘作虎以注重细节在科技圈闻名。随后，他成为市场营销总监，最终被任命为副总经理。他将CyanogenMod（一款基于Android的操作系统）引入OPPO N1智能手机。在公司工作十多年后，刘作虎于2013年11月辞职。

### 一加
2013年12月，以打造“受全球用户尊敬的品牌”为目标，刘作虎成立了一加。最初，一加只有6名员工。降低成本是公司早期的优先事务，刘作虎参照Nexus系列和OPPO的市场模式，将他公司的第一个产品放到网上销售。他选择Cyanogenmod作为设备的操作系统，进一步扩大与Cyanogen公司的史蒂夫·孔迪克（Steve Kondik）的联系，后者在刘作虎于OPPO任职期间就已结识。
由于一加没有生产公司，刘作虎在他的前公司OPPO的工厂中生产设备。一加手机1于2014年4月正式公布，2014年6月开启在线订购。手机得到了科技界的积极评价，其规格、性能、设计和积极的成本控制受到好评。手机对细节的关注得到了几位技术专家的赞扬，这可归因于刘作虎性格的一方面。由于供应有限，手机最初只能通过邀请系统购买。
科技媒体广泛讨论此手机的成本。16 GB版本的手机成本为299美元，而64 GB版本则为349美元，这一价值几乎是当时其他类似规格的旗舰手机的一半。刘作虎认为成本低是由营销成本不足、在线营销策略和利润率低几个原因造成的。科技网站Tech Radar认为对新公司来说此策略足够勇敢和冒险。另一个科技网站Phone Arena评论道，“如果一加可以在没有电视广告的情况下成功销售其智能手机，那么它就能做出一些大厂永远做不到的事情。”截至2014年12月，一加已售出近100万部手机。

### 重返OPPO
2020年8月31日，OPPO宣布刘作虎将重返OPPO并担任公司高级副总裁，负责产品规划和产品体验。一加方面称刘作虎也将继续担任一加的首席执行官。